# Turf Moor
Turf Moor je fotbalový stadion, který se nachází ve městě Burnley, v hrabství Lancashire. Stadion je domovem ligového fotbalového klubu Burnley FC, který se sem přestěhoval z Calder Vale v roce 1883. Současná maximální kapacita stadionu je 21 401 sedících diváků.
Stadion se původně skládal ze hřiště a hlavní tribuny, která byla postavena v roce 1885. O šest let později byla postavena další terasovitá tribuna. Po druhé světové válce byl stadion kompletně zrekonstruován a byly tak zároveň dostavěny i zbývající dvě tribuny. V devadesátých letech byly po celém stadionu kompletně instalovány sedačky. V roce 2007 se začalo mluvit o další rekonstrukci stadionu, která by dle klubového vedení stála 20 milionů liber. Plány ovšem byly v roce 2009 dočasně pozastaveny kvůli špatné finanční situaci samotného klubu. Po sestupu z Premier League v roce 2010 byly plány pozastaveny trvale. Opět se o možném rozšíření začalo mluvit po opětovném postupu do nejvyšší soutěže v roce 2014. Klub mimo jiné představil plány o kapacitním rozšíření stadionu a nově i přestavby klubového obchodu, ke kterému patří klubové muzeum ležící v prvním patře budovy.